# Maskflyghöna
Maskflyghöna (Pterocles decoratus) är en afrikansk fågel i familjen flyghöns inom ordningen flyghönsfåglar. Den förekommer i östra Afrika från Uganda, Etiopien och Somalia till östra Tanzania. Beståndet anses vara livskraftigt.

## Utseende och läten
Maskflyghönan är en liten (28 cm) flyghöna, något lik kronflyghöna och madagaskarflyghöna med kort stjärt och svart ansiktsmask hos hanen. Denna art har dock ett svart och ett vitt bröstband, svart buk och ljus undergump. Honan har till skillnad från alla andra flyghöns som den delar utbredningsområde med ett brett vitt bröstband. Flyktlätet är ett rytmiskt "what-wa-wha". Vid uppflog hörs ett tunt "tseeoo whit-i-weeer whit-i-weeer".

## Utbredning och systematik
Maskflyghöna delas in i tre underarter med följande utbredning:
- Pterocles decoratus decoratus – savanner och kustnära sanddyner i sydöstra Kenya och östra Tanzania
- Pterocles decoratus ellenbecki – nordöstra Uganda till norra Kenya, södra Etiopien och södra Somalia
- Pterocles decoratus loverridgei – västra Kenya och västra Tanzania

Maskflyghönans närmaste släktingar är likaledes afrikanska tvåbandad och fyrbandad flyghöna samt de asiatiska arterna strimmig och indisk flyghöna.

### Släktestillhörighet
DNA-studier visar att arterna inom släktet Pterocles inte är varandras närmaste släktingar. Exempelvis är maskflyghöna närmare släkt med stäppflyghöna i släktet Syrrhaptes än med vitbukig flyghöna (Pterocles alchata). Dessa forskningsresultat har ännu inte lett till några taxonomiska förändringar.

## Levnadssätt
Maskflyghönan hittas i buskmarker i halvöken och torr savann, ofta på bar mark. Den besöker vattenhål en till fyra timmar efter gryning och i skymningen. I Tanzania har den setts äta frön från Indigofera, Trianthema och Heliotropium.

## Status och hot
Arten har ett stort utbredningsområde och en stor population med stabil utveckling och tros inte vara utsatt för något substantiellt hot. Utifrån dessa kriterier kategoriserar internationella naturvårdsunionen IUCN arten som livskraftig (LC). Världspopulationen har inte uppskattats men den beskrivs som vanlig till mycket vanlig i Etiopien, södra Somalia och delar av Kenya.

## Namn
Fågelns vetenskapliga artnamn decoratus är latin för "vacker" eller "besmyckad".